# Randy Griffin
Randy Griffin (ur. 7 czerwca 1976 w Filadelfii, w stanie Pensylwania) – amerykański bokser, finalista Mistrzostw Stanów Zjednoczonych z roku 1998 oraz turnieju Golden Gloves z roku 1997, reprezentant Stanów Zjednoczonych na Igrzyskach Dobrej Woli w Nowym Jorku. W 2000 był uczestnikiem turnieju kwalifikacyjnego dla Stanów Zjednoczonych, ale nie uzyskał kwalifikacji, przegrywając finałową walkę z Jeffem Lacym. Od 20 czerwca 2000 jest bokserem zawodowym. W swojej karierze dwukrotnie walczył o mistrzostwo świata WBA w kategorii średniej, remisując 20 października 2007 oraz odnosząc porażkę 5 lipca 2008 w pojedynkach z Feliksem Sturmem.

## Kariera amatorska
Griffin zaczął trenować boks w wieku 15 lat. Jako amator trenował w klubie Joe Hand Boxing Gym w Filadelfii pod okiem trenera Howarda Mosleya. Na przełomie kwietnia i maja 1997 był uczestnikiem 70. edycji turnieju Golden Gloves w Denver. Griffin na turnieju rywalizował w kategorii średniej, rozpoczynając rywalizację od punktowego zwycięstwa nad Dennisem McKinneyem. W swojej drugiej walce, w 1/8 finału pokonał na punkty Luciusa Westa, awansując do ćwierćfinału. W ćwierćfinałowej walce rywalem Griffina był Andre Haynes, który również poległ na punkty. W półfinałowej walce w turnieju, która odbyła się 2 maja, Griffin pokonał na punkty Jeffa Lacy'ego, awansując do finału. Griffin nie przystąpił do finałowego pojedynku z Daną Ruckerem przez co Rucker zwyciężył walkowerem.
W marcu 1998 był uczestnikiem mistrzostw Stanów Zjednoczonych, które rozgrywane były w Colorado Springs. Rywalizację na mistrzostwach rozpoczął od punktowego zwycięstwa (18:10) w 1/16 finału nad Lamontem Winnem. W 1/8 finału pokonał na punkty (8:4) Daniela Garcię, awansując do ćwierćfinału mistrzostw. W ćwierćfinale jego rywalem był Cheyenne Padekin, a walka zakończyła się punktowym zwycięstwem Griffina. W półfinale kategorii średniej, Griffin pokonał na punkty (19:4) Marka Shahida, awansując do finału wraz z Jeffem Lacym. W finale Griffin przegrał na punkty (16:31). W kwietniu 1998 był uczestnikiem 22. edycji rozgrywanego w Bangkoku turnieju King's Cup. Swoją ćwierćfinałową walkę na tym turnieju przegrał z reprezentantem Kazachstanu Wiaczesławem Burbą, rywalizując z nim w kategorii średniej. W czerwcu 1998 został wicemistrzem turnieju US Challenge, który rozgrywany był w Colorado Springs. W finale turnieju przegrał na punkty (11:23) z rodakiem Arthurem Palacem. W lipcu 1998 reprezentował Stany Zjednoczone na igrzyskach dobrej woli w Nowym Jorku, gdzie rywalizował w kategorii średniej. W ćwierćfinale igrzysk pokonał go przed czasem w drugiej rundzie reprezentant Francji Jean-Paul Mendy. W październiku 1998 został wicemistrzem turnieju Tammer, który rozgrywany był w fińskim mieście Tampere. W finale kategorii średniej przegrał na punkty (3:6) ze Szwedem Andreasem Gustavssonem.
W marcu 1999 był uczestnikiem mistrzostw Stanów Zjednoczonych rozgrywanych w Colorado Springs. Przegrał tam swoją pierwszą walkę w kategorii lekkośredniej, przegrywając z Anthonym Hanshawem. W maju 1999 był półfinalistą 72. edycji turnieju Golden Gloves, na którym rywalizował w kategorii średniej. Rywalizację na tym turnieju rozpoczął od pokonania w 1/16 finału Melvina Cummingsa. W walce 1/8 finału pokonał na punkty Viliego Bloomfielda, awansując do ćwierćfinału. W walce ćwierćfinałowej pokonał wyraźnie na punkty (4:1) Daryla Woodsa. W półfinałowej walce przegrał nieznacznie na punkty (2:3) z Jersonem Ravelo. Pod koniec maja 1999 uczestniczył w turnieju wielu Narodów, który rozgrywany był w Liverpoolu. Rywalizację w kategorii średniej rozpoczął od ćwierćfinałowego zwycięstwa nad Kanadyjczykiem Trevorem Stewardsonem, pokonując go wyraźnie na punkty (17:6). W półfinale pokonał nieznacznie na punkty (6:7) reprezentanta Anglii Carla Frocha. Finałowy pojedynek Griffin przegrał na punkty (7:11) z reprezentantem Australii Paulem Millerem. W listopadzie 1999 był w składzie na męcz międzypaństwowy pomiędzy Stanami Zjednoczonymi a Anglią. Griffin stoczył jedną walkę w składzie USA, wygrywając na punkty z Johnem Pearcem w pojedynku kategorii średniej. Stany Zjednoczone wygrały to spotkanie 8:6, wygrywając 4 z 7 pojedynków. W styczniu 2000 uczestniczył w mistrzostwach Stanów Zjednoczonych, rywalizując w kategorii średniej. Ćwierćfinałowy pojedynek na mistrzostwach przegrał na punkty z Mattem Godfreyem. W lutym 2000 był uczestnikiem turnieju kwalifikacyjnego na igrzyska olimpijskie dla Stanów Zjednoczonych. W pierwszym pojedynku pokonał swojego byłego rywala Matta Godfreya, wygrywając z nim na punkty (8:6). W drugim pojedynku zwyciężył na punkty (8:4) Juliusa Fogle'a, awansując do finału. W finale turnieju przegrał na punkty (10:26) z Jeffem Lacym, który wystąpił we wrześniu 2000 na igrzyskach olimpijskich w Sydney.

## Kariera zawodowa

### 2000 – 2002
Jako zawodowiec zadebiutował 20 czerwca 2000 w swoim rodzinnym mieście – Filadelfii. W debiucie pokonał przez techniczny nokaut w pierwszej rundzie innego debiutanta Cornella Hestera. Drugi zawodowy pojedynek stoczył 12 września 2000, pokonując przez techniczny nokaut w czwartej rundzie Vandivera Howarda. Walka została przerwana przez sędziego z powodu kontuzji Howarda. Ostatnią walkę w 2000 stoczył 8 grudnia, pokonując przez techniczny nokaut w drugiej rundzie Chucka Berry'ego.
12 stycznia 2001 stoczył swój czwarty zawodowy pojedynek. W swojej czwartej walce pokonał przez techniczny nokaut w drugiej rundzie Imana Greena. W kolejnym pojedynku, 21 lutego 2001 pokonał przez techniczny nokaut w pierwszej rundzie Lamonta Coopera. Griffin w 2001 stoczył jeszcze sześć pojedynków, wszystkie wygrywając.
10 maja 2002 zmierzył się z niepokonanym w dwunastu pojedynkach, Ugandyjczykiem Jamesem Lubwamą. Walka odbyła się w Dover Downs, w amerykańskim mieście Dover, a gala transmitowana była przez stację ESPN2 pod nazwą „ESPN Friday Night Fights”. W sześciorundowym pojedynku lepszy okazał się Lubwama, który dzięki aktywności i presji jaką wywierał przez wszystkie rundy zwyciężył jednogłośną decyzją. Lubwama zadał w tym pojedynku 592. uderzenia, z czego 141. było celnych. Griffin doprowadził do celu 118. z 370. zadanych ciosów. Na ring powrócił 4 października 2002, pokonując jednogłośnie na punkty Ronalda Boddiego. Kolejny pojedynek stoczył 21 marca 2003, a rywalem ponownie był Ronald Boddie. Walka ponownie zakończyła się jednogłośnym zwycięstwem Griffina na punkty. 11 lipca 2003 znokautował w trzeciej rundzie Dana Thorntona, zdobywając mistrzostwo Stanu Kentucky w kategorii superśredniej. W 2003 stoczył jeszcze dwie walki, wygrywając obie na punkty. 29 października pokonał Tima Bowe'a, a 11 listopada Tyrusa Armsteada.

### 2004 – 2006
Pierwszy pojedynek w 2004 stoczył 19 marca, pokonując przez techniczny nokaut w ósmej rundzie Karla Willisa. 20 maja 2004 zmierzył się z niepokonanym rodakiem Yusafem Mackiem. Walka zaplanowana na osiem rund zakończyła się remisem. Jeden sędzia wypunktował wygraną Macka w stosunku punktowym 77-75, drugi wygraną Griffina 77-75, a ostatni wskazał na remis, punktując 76-76. 11 czerwca 2004 pokonał Levana Easleya, wygrywając przez techniczną decyzję w siódmej rundzie. W siódmej rundzie po przypadkowym zderzeniu głowami walka została przerwana, a po podliczeniu punktów Griffin został ogłoszony zwycięzcą. Ostatni pojedynek w 2004 stoczył 30 lipca, mając za rywala Kubańczyka Julio Garcíę. Griffin zwyciężył przez techniczny nokaut w dziesiątej rundzie, zdobywając pasy NABA oraz WBO NABO w kategorii średniej.
W 2005 roku stoczył cztery pojedynki. 15 stycznia pokonał jednogłośnie na punkty Benjiego Singletona, 11 lutego przez techniczną decyzję w ósmej pokonał Levana Easleya, a 14 maja jednogłośnie na punkty Ronalda Weavera. Ostatnią walkę w 2005 stoczył 3 września, remisując z reprezentantem Ghany Jamesem Toneyem w pojedynku o pas WBC w kategorii średniej. Na ring powrócił 6 maja 2006, pokonując przez techniczny nokaut w ósmej rundzie Portorykańczyka Aníbala Acevedo. 8 lipca 2006 pokonał jednogłośnie na punkty byłego mistrza świata kategorii średniej Maselino Masoe. Walka miała status pojedynku eliminacyjnego do mistrzowskiego pasa WBA w kategorii średniej.

### Pojedynki o mistrzostwo świata WBA
20 października 2007 zmierzył się w walce o mistrzostwo świata WBA w kategorii średniej z ówczesnym posiadaczem pasa Feliksem Sturmem. Walka odbyła się w niemieckiej hali imienia Gerry'ego Webera, która położona jest w niemieckim mieście Halle. Pojedynek zakończył się remisem, na który wskazali sędziowie po dwunastu rundach rywalizacji. Pierwszy sędzia wskazał na wygraną Sturma, punktując 115-114 na jego korzyść. Drugi z sędziów wskazał na Amerykanina, punktując 117-114, a trzeci wskazał remis 114-114. Amerykanin był w tym pojedynku agresorem, wywierając presję od pierwszego gongu. Taktyka Sturma polegała głównie na kontratakach z defensywy. Amerykanin był stroną przeważającą w końcowych rundach walki, wywierając cały czas presję oraz wykazując się lepszym przygotowaniem kondycyjnym.
5 lipca 2008 doszło do rewanżu ze Sturmem, a stawką było mistrzostwo świata WBA w kategorii średniej. Rewanż odbył się w tym samym miejscu, co pierwsza walka. W pojedynku rewanżowym lepszy okazał się Sturm, który zwyciężył jednogłośną decyzją sędziów (116-112, 116-113, 118-110).

### Dalsza kariera
Na ring powrócił 4 grudnia 2010. Jego rywalem był reprezentant Australii Kariz Kariuki, a walka odbyła się w chińskim mieście Tiencin. Kariuki zwyciężył w tym pojedynku wyraźnie na punkty (117-110, 117-110, 118-109), zdobywając pas WBO Oriental w kategorii półciężkiej. Kolejny pojedynek stoczył 17 listopada 2012, pokonując przez techniczny nokaut w szóstej rundzie Gary'ego Lavendera. Ostatni pojedynek stoczył 9 maja 2013, przegrywając jednogłośnie na punkty (110-118, 110-118, 111-117) z Rosjaninem Miedżydem Biektiemirowem. Stawką walki był pas WBC United States w kategorii półciężkiej.

## Lista walk na zawodowym ringu
| Legenda |
| SD – decyzja niejednogłośna \| D – remis \| TKO – techniczny nokaut \| MD – decyzja większości sędziów \| DQ – dyskwalifikacja \| NC – walka nieodbyta \| RTD – poddanie przez narożnik \| KO – nokaut |

| Wynik     | Rekord     | Przeciwnik           | Werdykt | Runda | Data       | Miejsce                                                                  | Tytuł                                               |
| --------- | ---------- | -------------------- | ------- | ----- | ---------- | ------------------------------------------------------------------------ | --------------------------------------------------- |
| Przegrana | 25 - 4 - 3 | Miedżyd Biektiemirow | UD      | 12/12 | 2013-05-09 | Hilton Anatole Hotel, Dallas, Teksas, USA                                | WBC United States (USNBC) (kategoria półciężka)     |
| Wygrana   | 25 - 3 - 3 | Gary Lavender        | TKO     | 6/6   | 2012-11-17 | Americas Mart, Atlanta, Georgia, USA                                     |                                                     |
| Przegrana | 24 - 3 - 3 | Kariz Kariuki        | UD      | 12/12 | 2010-12-04 | Tiencin Sports Arena, Tiencin, Chiny                                     | WBO Oriental (kategoria półciężka)                  |
| Przegrana | 24 - 2 - 3 | Felix Sturm          | UD      | 12/12 | 2008-07-05 | Gerry Weber Stadium, Halle, Nadrenia Północna-Westfalia, Niemcy          | WBA World (kategoria średnia)                       |
| Remis     | 24 - 1 - 3 | Felix Sturm          | PTS     | 12/12 | 2007-10-20 | Gerry Weber Stadium, Halle, Nadrenia Północna-Westfalia, Niemcy          | WBA World (kategoria średnia)                       |
| Wygrana   | 24 - 1 - 2 | Maselino Masoe       | UD      | 12/12 | 2006-07-08 | Savvis Center, Saint Louis, Missouri, USA                                | WBA eliminator (kategoria średnia)                  |
| Wygrana   | 23 - 1 - 2 | Aníbal Acevedo       | TKO     | 6/8   | 2006-05-06 | DCU Center, Worcester, Massachusetts, USA                                |                                                     |
| Remis     | 22 - 1 - 2 | James Toney          | SD      | 12/12 | 2005-09-03 | Gund Arena, Cleveland, Ohio, USA                                         | WBC International (kategoria średnia)               |
| Wygrana   | 22 - 1 - 1 | Ronald Weaver        | UD      | 10/10 | 2005-05-14 | MGM Grand, Las Vegas, Nevada, USA                                        |                                                     |
| Wygrana   | 21 - 1 - 1 | Levan Easley         | TD      | 8/10  | 2005-02-11 | Mohegan Sun Casino, Uncasville, Connecticut, USA                         |                                                     |
| Wygrana   | 20 - 1 - 1 | Benji Singleton      | UD      | 8/8   | 2005-01-15 | M.C. Benton Jr. Convention Center, Winston-Salem, Karolina Północna, USA |                                                     |
| Wygrana   | 19 - 1 - 1 | Julio García         | TKO     | 10/12 | 2004-07-30 | Freedom Hall State Fairground, Louisville, Kentucky, USA                 | WBO NABO, NABA (kategoria średnia)                  |
| Wygrana   | 18 - 1 - 1 | Levan Easley         | TD      | 7/10  | 2004-06-11 | DeltaPlex, Grand Rapids, Michigan, USA                                   |                                                     |
| Remis     | 17 - 1 - 1 | Yusaf Mack           | PTS     | 8/8   | 2004-05-20 | Kewadin Casino, Sault Sainte Marie, Michigan, USA                        |                                                     |
| Wygrana   | 17 - 1     | Karl Willis          | UD      | 12/12 | 2004-03-19 | Exposition Center, Louisville, Kentucky, USA                             |                                                     |
| Wygrana   | 16 - 1     | Tyrus Armstead       | UD      | 8/8   | 2003-11-11 | Caesars Indiana, Elizabeth, Indiana, USA                                 |                                                     |
| Wygrana   | 15 - 1     | Tim Bowe             | UD      | 8/8   | 2003-10-29 | Executive Inn, Owensboro, Kentucky, USA                                  |                                                     |
| Wygrana   | 14 - 1     | Dan Thornton         | KO      | 3/6   | 2003-07-11 | End Zone Sports Bar, Louisville, Kentucky, USA                           | Mistrzostwo stanu Kentucky (kategoria superśrednia) |
| Wygrana   | 13 - 1     | Ronald Boddie        | UD      | 6/6   | 2003-03-21 | Dover Downs, Dover, Delaware, USA                                        |                                                     |
| Wygrana   | 12 - 1     | Ronald Boddie        | UD      | 6/6   | 2002-10-04 | Dover Downs, Dover, Delaware, USA                                        |                                                     |
| Przegrana | 11 - 1     | James Lubwama        | UD      | 6/6   | 2002-05-10 | Dover Downs, Dover, Delaware, USA                                        |                                                     |
| Wygrana   | 11 - 0     | Derrick Whitley      | UD      | 6/6   | 2001-11-30 | Bellevue Hotel, Filadelfia, Pensylwania, USA                             |                                                     |
| Wygrana   | 10 - 0     | Rodney Moore         | TD      | 5/6   | 2001-09-21 | Blue Horizon, Filadelfia, Pensylwania, USA                               |                                                     |
| Wygrana   | 9 - 0      | Israel Ponce         | TKO     | 2/6   | 2001-07-13 | Hampton Beach Casino, Hampton Beach, New Hampshire, USA                  |                                                     |
| Wygrana   | 8 - 0      | Sebastian Hill       | UD      | 6/6   | 2001-06-15 | Blue Horizon, Filadelfia, Pensylwania, USA                               |                                                     |
| Wygrana   | 7 - 0      | Dan Sheehan          | TKO     | 4     | 2001-05-18 | Foxwoods Resort, Mashantucket, Connecticut, USA                          |                                                     |
| Wygrana   | 6 - 0      | Ronald Boddie        | TKO     | 2/6   | 2001-03-16 | Blue Horizon, Filadelfia, Pensylwania, USA                               |                                                     |
| Wygrana   | 5 - 0      | Lamont Cooper        | TKO     | 1/6   | 2001-02-21 | Tropicana Hotel & Casino, Atlantic City, New Jersey, USA                 |                                                     |
| Wygrana   | 4 - 0      | Iman Green           | TKO     | 2     | 2001-01-12 | Blue Horizon, Filadelfia, Pensylwania, USA                               |                                                     |
| Wygrana   | 3 - 0      | Chuck Berry          | TKO     | 2/4   | 2000-12-08 | Blue Horizon, Filadelfia, Pensylwania, USA                               |                                                     |
| Wygrana   | 2 - 0      | Vandiver Howard      | TKO     | 4/4   | 2000-09-12 | Blue Horizon, Filadelfia, Pensylwania, USA                               |                                                     |
| Wygrana   | 1 - 0      | Cornell Hester       | TKO     | 1/4   | 2000-06-20 | Blue Horizon, Filadelfia, Pensylwania, USA                               | Debiut                                              |